# Shlomo P. Neuman
Shlomo Peter Neuman (* 26. Oktober 1938 in Žilina, Slowakei; als Peter Neumann) ist aufgrund seiner Fachbeiträge seit den 1970er-Jahren einer der führenden Grundwasserhydrologen der Welt.
Er ist Ordinarius am Department of Hydrology and Water Resources an der University of Arizona in Tucson und befasst sich mit Grundwasserhydrologie und dem Stofftransport im Boden. Er hat entscheidende Veröffentlichungen zum Entwurf und zur Auswertung von Pumptests, zur Finite-Elemente-Modellierung von Strömung und Stofftransport im Untergrund sowie zur Parameterbestimmung in heterogenem Untergrund geliefert.

## Biografie
Mit seiner jüdischen Familie gelang ihm 1942 die Flucht nach Ungarn. Der Vater wurde dort 1944 verraten und verhaftet, seine Mutter und er nach Theresienstadt verschleppt. Er überlebte das Konzentrationslager und wurde im Mai 1945 befreit.
Seine Mutter heiratete 1947 erneut und die Familie nahm einen ungarischen Nachnamen an. 1949 wanderte die Familie nach Israel aus. Dort nahm er seinen hebräischen Vornamen Shlomo (Frieden), an und ging in ein Kibbuz.
Im Alter von 22 Jahren erwarb er im Fernstudium einen Schulabschluss und konnte während seines Militärdiensts ein Bachelor an der Hebräischen Universität Jerusalem in Geologie ablegen.
Danach ging er in die USA und erwarb den Master an der Universität Berkeley. 1968 publizierte er dort seine Doktorarbeit.
1970 kehrte er nach Israel zurück und arbeitete bis 1974 am Agricultural Research Center in Bet Dagan. Eine Einladung führte ihn 1974 zurück zur Universität Berkeley.
Seit 1975 lehrt er an der Universität von Arizona in Tucson.